# Љубљаница
46° 05′ N 14° 38′ E / 46.083° С; 14.633° И
Љубљаница је река која тече кроз главни град Словеније - Љубљану. Извире код Врхнике из 11 крашких врела, од којих је као главно сматра Мочилник. Пре уласка у град тече кроз познато Љубљанско барје, које представља мочвару која потиче још од старог века.
Љубљаница је дуга 41 km, десна притока реке Саве у коју се улива код Залога. Слив заузима 1779 km². Река је прослављена у Прешерновој песми Поводни мож. Познато је, да су у Љубљаницу намочили све оне трговце, који нису поштовали цеховска правила у трговини (рецимо да купљени хлеб није одговарао продаваној маси). У том случају непоштеног трговца су ставили у кавез и намочили га са Тромостовја.
Између 1762. и 1780. познати научник и језуит Матија Грубар саградио је Грубаров канал, да би спречио честе поплаве. Љубљаницом се плови туристичким бродовима, а за веће бродове није пловна.

## Животињски свет Љубљанице
Рибе
- младица (Hucho hucho)
- липљен (Thymallus thymallus)
- клен (Leuciscus cephalus)
- штука (Esox lucius)
- скобаљ (Chondrostoma nasus)
- мрена (Barbus barbus)
- смуђ (Stizostedion lucioperca)
- платница (Rutilus pigus)
- гргеч (Perca fluviatilis)
- манић (Lota lota)
- пеш (Cottus gobio)
- вијун (Eudontomyzon mariae)

Птице
На Љубљаници живи или зимује мешана врста птица:
- Речни галеб (Larus ridibundus)
- Мандаринка (Aix galericulata)
- Велика жагарица (Mergus merganser)
- Патка млакарица (Anas platyrhynchos)
- Дугорепа патка (Anas acuta)
- Зеленонога тукалица (Gallinula chloropus)
- Грбави лабуд (Cygnus olor)
- Водомар (Alcedo atthis)
- (Locustella fluviatilis)
- (Remiz pendulinus)

Глодари
Поред обичајних мишева и штакора у Љубљаници се налази и 
- нутриа (Myocastor coypus)
- видра (Lutra Lutra)

Река је била и домовање дабра (Castor fiber), којег у тој реци више нема.

## Галерија
- Пут Љубљанице, Јожефинска карта из 1763.
- Љубљаница у центру Љубљане.
- Љубљаница и катедрала
- Нарасла Љубљаница код фужинског моста зими.
- Ноћни снимак нарасле Љубљанице.
- Видео Љубљанице код Фужина
- Трновски пристан
- Улив Љубљанице у Саву
- Кану у мртвом каналу реке